# Barranc de les Serres (la Torre de Cabdella)
El Barranc de les Serres, és un barranc del terme de la Torre de Cabdella, dins de l'antic terme primigeni d'aquest municipi.
S'origina a 1.745,4 m. alt., al vessant sur-oriental del Tossal de la Collada Gran, a la Solana de la Mare de Déu, en el lloc anomenat els Amorriadors, des d'on davalla cap a llevant, decantant-se lleugerament cap al sud, en direcció al poble d'Aiguabella, que queda a l'esquerra del Flamisell.